# Jean Larrieu
Pour les articles homonymes, voir Larrieu.
Pas d'image ? Cliquez ici

a Compétitions nationales et continentales officielles uniquement.

b Matchs officiels uniquement.
Bernard Jean Larrieu, couramment appelé Jean Larrieu (dit La Calou) né le 2 juin 1895 à Toulouse et mort le 27 janvier 1989 dans la même ville, est un joueur international français de rugby à XV ayant occupé le poste de troisième ligne aile au sein du Stadoceste tarbais et du Stade toulousain. Il a également joué talonneur en 1926.
Il était cheminot de profession.

## Biographie
Bernard Jean Larrieu naît à 1 heure du matin le 2 juin 1895 au domicile de ses parents situé au 15 rue Drouet à Toulouse. Ses parents sont François André Larrieu, « menuisier en voitures », alors âgé de 33 ans et Catherine Lacourt, âgée de 29 ans.
Jean Larrieu exerce la profession d'électricien.
Jean Larrieu est incorporé au 53e RI le 19 décembre 1914. Il est détaché aux Ferronneries du Midi et plus spécialement aux Chemins de fer du Midi à partir d'août-septembre 1915 en sa qualité d'aide-monteur électricien. Il passe ensuite au 68e régiment d'artillerie le 16 janvier 1918 puis au 26e régiment d'artillerie de campagne le 16 février 1919. Il est envoyé en congés illimité à partir du 23 septembre 1919.
Jean Larrieu quitte le Stadoceste tarbais pour le Stade toulousain à la fin de la saison 1919-1920.
Le 18 décembre 1920, Jean Larrieu épouse à Toulouse Jeanne Marguerite Mourens, confectionneuse né le 21 mai 1894 à Toulouse.
Jean Larrieu réside au 94 rue de la Providence à Toulouse le 27 octobre 1927 qui est aussi le lieu de résidence de ses parents à cette époque.

## Palmarès
- 7 sélections en équipe de France, de 1920 à 1923
- Participation à 3 Tournois des Cinq Nations, en 1920, 1921 et 1923
- 1er vainqueur de l'Irlande, chez elle en 1920, ainsi qu'en 1923 en France (et talonneur alors, pour son dernier match international !)
- Participation au match revanche de la finale olympique de 1920, le 10 octobre 1920 à Colombes, où la France vainquit l'équipe championne olympique des États-Unis
- Champion de France en 1922, 1923, 1924 et  1926 (Toulouse)
- Champion de France en 1920 (Tarbes)
- Coupe de l'Espérance en 1919 (Tarbes)
- Vice-champion de France en 1921 (Toulouse)